# Stella Rossa 1998
La Stella Rossa 1998 è una società austriaca di calcio a 5 con sede a Vienna.

## Storia
Fondata nel 1998, la Stella Rossa ha vinto il suo primo campionato nazionale nella stagione 2006-07 mentre l'anno seguente si è aggiudicata la coppa nazionale. La squadra capitolina è tornata a vincere il campionato nelle stagioni 2009-10, 2010-11, 2012-13 e 2014-15.

## Palmarès
- ÖFB Futsal Liga: 5

2006-07, 2009-10, 2010-11, 2012-13 e 2014-15
- Coppa d'Austria: 1

2007-08